# Ландромат

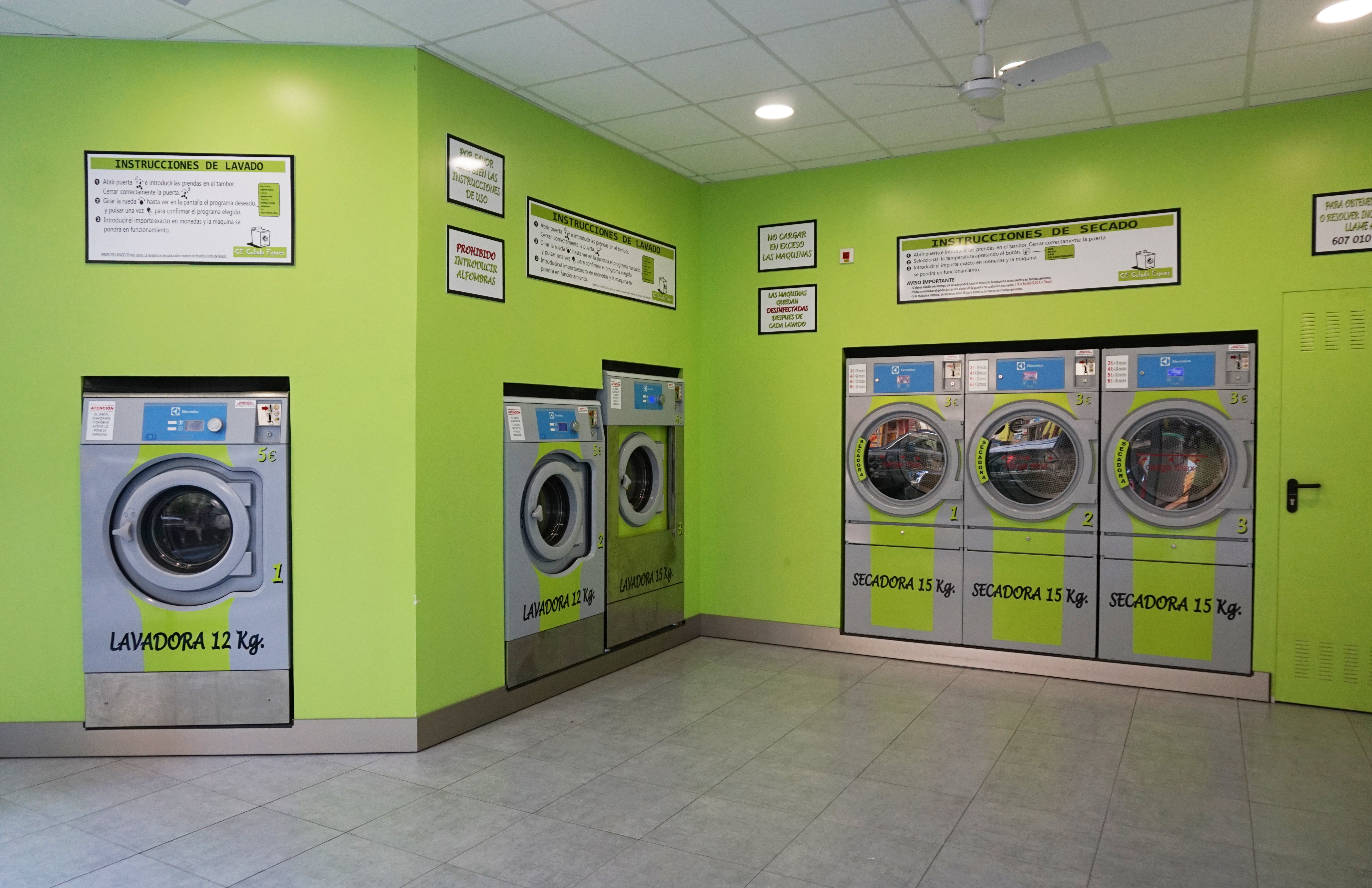

Ландрома́т (англ. laundromat, від laundrymate — «допомічник у пранні») — автоматична пральня самообслуговування. Вендінгова пральна машина, що обладнана купюро- або монето- приймачем. Ландромати обладнуються також машинами для сушки та прасування білизни. Подібні пральні розповсюджені та популярні в Канаді, США та європейських країнах.

## Загальна інформація
Хоча більшість будинків мають власні пральні машини та сушарки, пральні досі користуються великою популярністю у деяких мешканців квартир та у тих, хто не має власних машин. Вони також використовуються, навіть у власників пральних машин, для прання великих постільних речей та інших предметів, які не можуть вміститись до звичайних апаратів.
Більшість домогосподарств у Великій Британії мають постільну білизну (наприклад, пухові ковдри та вбрання), що значно перевищує потужність побутових машин, тому пральні є єдиним засобом для їх чищення.

## США
Пральні-самообслуговування у США найчастіше називають пральні. «Washateria» — це альтернативна назва пральні, але вона не є загальною для використання поза Техасом. Термін походить від першого прального в США, який був відомий як Washateria, і був відкритий 18 квітня 1934 року у Форт-Ворті, штат Техас, C.A. Таннахілл. Незважаючи на те, що пральні машини, що працюють на парі, були винайдені в 19 столітті, їх вартість витіснила їх з-за меж багатьох. Кантрелл та інші почали орендувати короткочасне використання своїх машин. Більшість пральних машин у США є повністю автоматизованими та монетними, і, як правило, безпілотними, з багатьма робочими 24 години на день. Винахід пральної машини на монеті приписується Гаррі Грінвальду з Нью-Йорка, який створив Greenwald Industries в 1957 році.
За оцінкою Бюро перепису населення Сполучених Штатів, в США приблизно 11 000 пралень-самообслуговування в яких працюють 39 000 людей і щороку генерується понад 3,4 мільярда доларів доходів.

## Україна
В Україні історично склалося, що українці прали білизну вдома вручну або в пральних машинах виробництва СРСР. З появою автоматичних пральних машин вони з'являлися і в українців. Автономні пральні почали масово з'являтися з 2010-х років, переважно в студентських гуртожитках, де не було можливості поставити в кімнаті пральну машину, і в той же час було багато потенційних клієнтів. Спочатку це виглядало як звичайна автоматична пральна машина десь в підробці, оплату збирали вахтерки, чергові або прибиральниці. Поступово, в тому числі через спрощення законодавства про оренду держмайна, в студентських гуртожитках з'явилися великі пральні машини з купюроприймачами.